# 沙布庫斯拉特鄉
沙布庫斯拉特鄉（波斯語：‎），是伊朗吉兰省阿姆拉什县兰库区的鄉。2006年人口普查顯示沙布庫斯拉特鄉人口为11,201人，分佈在3,085 個家庭。沙布庫斯拉特鄉辖有35條村。